# Joanna Page
Joanna Page, née le 23 mars 1977 à Treboeth (en), village de Swansea, (Pays de Galles, Royaume-Uni), est une actrice britannique.

## Biographie

### Jeunesse & débuts
Joanna Louise Page est née le 23 mars 1977 à Treboeth (en), village de Swansea, (Pays de Galles, Royaume-Uni).
Elle est diplômée en 1998 de la Royal Academy of Dramatic Art (RADA).

### Carrière
Elle débute en 1999 avec un petit rôle dans Mademoiselle Julie de Mike Figgis et lors d'un épisode de David Copperfield.
En 2001, elle joue dans From Hell, avec Johnny Depp, ainsi que dans Annie-Mary à la folie ! avec Rachel Griffiths et dans la mini-série Les Aventuriers du monde perdu et The Cazalets.
En 2003, elle tourne dans le film choral Love Actually de Richard Curtis.
Elle joue le rôle d'Élisabeth Ire en novembre 2013 dans l'épisode du 50e anniversaire de Doctor Who.

### Vie privée
Elle a épousé l'acteur britannique James Thornton en décembre 2003. Ils ont quatre enfants : Eva Madelief Russell Thornton (née en 2013), Kit James Thornton (né en 2015), Noah Wilder Russell Thornton (né en 2016) et Boe Willow Thornton (née en 2021).

## Filmographie

### Cinéma

#### Longs métrages
- 1999 : Mademoiselle Julie (Miss Julie) de Mike Figgis : Une servante
- 2001 : From Hell d'Albert et Allen Hughes : Ann Crook
- 2001 : Annie-Mary à la folie ! (Very Annie Mary) de Sara Sugarman: Bethan Bevan
- 2003 : Love Actually de Richard Curtis : Just Judy
- 2006 : Bye Bye Harry ! de Robert Young : Emma
- 2012 : Sacré Noël : Drôle de chorale (Nativity 2 : Danger in the Manger !) de Debbie Isitt : Mlle Sarah Peterson
- 2020 : Le Voyage du Docteur Dolittle (Dolittle) de Stephen Gaghan : Bethan Stubbin
- 2020 : Dream Horse d'Euros Lyn : Angela Davies

#### Court métrage
- 2017 : An Ordinary Monday de Mark Hamilton : Katherine Hampton

### Télévision

#### Séries télévisées
- 1999 : David Copperfield : Dora Spenlow
- 2001 : Les Aventuriers du monde perdu (The Lost World) : Gladys Llingworth
- 2001 : The Cazalets : Zoe Cazalet
- 2004 : Making Waves : Rosie Bowen
- 2004 : Mine All Mine : Candy Vivaldi
- 2005 : To the Ends of the Earth : Marion Chumley
- 2007 - 2010 / 2019 : Gavin & Stacey : Stacey West / Stacey Shipman
- 2008 : Love Soup : Heather
- 2008 : Les Saturdays (The Secret Saturdays) : Stacey (voix)
- 2008 : Mist : Sheepdog Tales : Fly
- 2010 : Miss Marple (Agatha Christie's Marple) : Hester
- 2011 : Poppy Cat : Poppy Cat (voix)
- 2011 : Bedlam : Maria
- 2011 : White Van Man : Kat
- 2012 : The Syndicate : Leanne Powell
- 2012 : Gates : Helen
- 2013 : Doctor Who : Élisabeth Ire
- 2013 : Breathless : Lily Enderbury
- 2013 - 2014 : Q Pootle 5 : Oopsy (voix)
- 2016 : Home from Home : Fiona Hackett
- 2019 : Inspecteur Barnaby (Midsomer Murders) : Holly Ackroyd
- 2022 : Dog Squad : Tinks (voix)

#### Téléfilms
- 2005 : Gideon's Daughter de Stephen Poliakoff : Diane
- 2019 : Dial M for Middlesbrough d'Ed Bye :

## Distinctions
- 2007 : British Comedy Awards : Best Female Comedy Newcomer[1]